# مویسیس ماتیاس دی آندراده
مویسیس ماتیاس دی آندراده (به پرتغالی: Moisés Matias de Andrade) مدافع اهل برزیل است که در شهر Resende و در تاریخ ۱۰ ژانویهٔ ۱۹۴۸ به دنیا آمده‌است.
مویسیس ماتیاس دی آندراده در تیم‌های فوتبال Bonsucesso سابقهٔ حضور دارد.